# Katechizm Rzymski

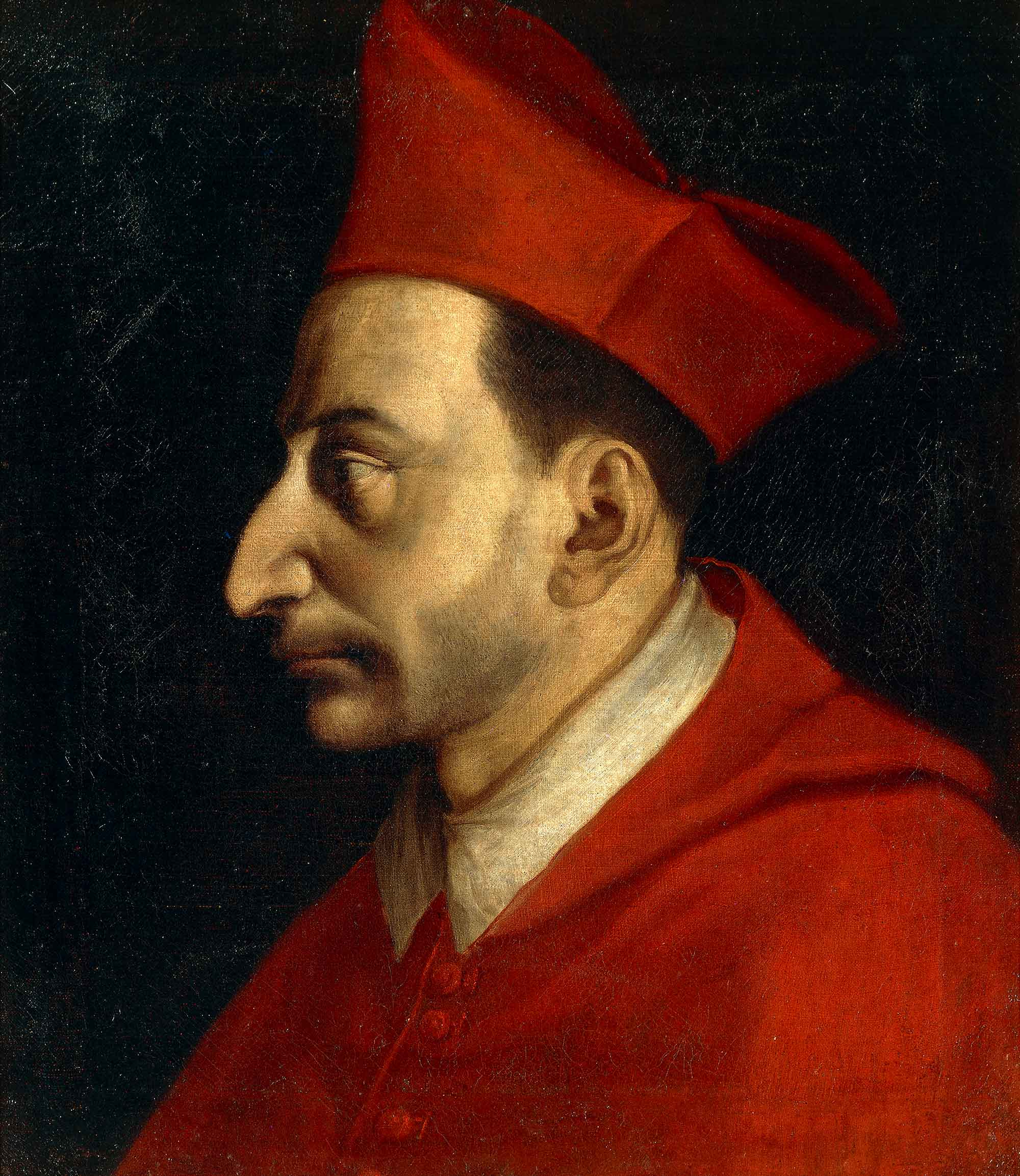
Abp Mediolanu Karol Boromeusz (1538-1584), święty, zasugerował stworzenie Katechizmu Rzymskiego, wiedziony zapałem reformy duchowieństwa.

Katechizm Rzymski (Katechizm Trydencki, Katechizm Soboru Trydenckiego, łac. Catechismus ex decreto Concilii Tridentini ad parochos). Pierwszy oficjalny Katechizm katolicki, przeznaczony zasadniczo dla duchowieństwa jako pomoc przy nauczaniu podstaw i prawd wiary katolickiej. Zawiera streszczenie doktryny Kościoła katolickiego, ogłoszony został w 1566 r. przez papieża Piusa V, na życzenie Soboru Trydenckiego i z wykorzystaniem jego uchwał. W czterech głównych częściach objaśnia: Skład Apostolski (tom I – O Wierze), Sakramenty (tom II), Dekalog i Modlitwę Pańską (tom III).
Katechizm Rzymski cieszył się autorytetem w Kościele katolickim jak żaden inny katechizm, aż do Katechizmu Kościoła Katolickiego (1992).
Pierwsze polskie wydanie zostało przetłumaczone na język polski cztery lata po Soborze Trydenckim przez ks. Walentego Kuczborskiego. Ostatnie polskie wydanie Katechizmu Rzymskiego przypada na rok 1880 (wydanie II  Kraków) i 1866 (wydanie I  Jasło). Oba katechizmy stanowiły poprawione i uwspółcześnione wznowienie Katechizmu Rzymskiego, który wydawany był wielokrotnie w poprzednich wiekach. W 2022 r. nakładem wydawnictwa Antyk Marcin Dybowski, po długiej przerwie, ponownie na rynku wydawniczym ukazał się Tom I Katechizmu Rzymskiego (O wierze), Tom II (O Sakramentach) oraz Tom III (Dekalog i Modlitwa Pańska).